# Caledoniscincus austrocaledonicus
Caledoniscincus austrocaledonicus е вид влечуго от семейство Сцинкови (Scincidae). Видът не е застрашен от изчезване.

## Разпространение и местообитание
Разпространен е в Нова Каледония.
Обитава гористи местности, ливади, храсталаци, савани и крайбрежия.

## Описание
Популацията на вида е стабилна.